# Ілеть (Параньгинський район)
Іле́ть (рос. Илеть, марій. Элнет) — село у складі Параньгинського району Марій Ел, Росія. Адміністративний центр Ілетського сільського поселення.

## Населення
Населення — 492 особи (2010; 616 у 2002).
Національний склад (станом на 2002 рік):
- росіяни — 53 %
- марі — 41 %